# 376 a.C.

## Eventos
- 101a olimpíada: Damão de Túrio, vencedor do estádio.[1]
- Licínio Menênio Lanato, pela quarta vez, Lúcio Papírio Crasso, pela primeira ou segunda vez, Sérvio Cornélio Maluginense? e Sérvio Sulpício Pretextato?,  tribunos consulares em Roma.
- A partir deste ano, os tribunos da plebe Caio Licínio Estolão e Lúcio Sêxtio Laterano passam a vetar as eleições para todas as magistraturas em Roma, interrompendo as eleições até 370 a.C..

## Nascimentos
- Olímpia do Epiro, quarta esposa do rei Filipe II da Macedónia e mãe de Alexandre, o Grande.